# 서울신석초등학교
서울신석초등학교(서울新石初等學校)는 대한민국 서울특별시 마포구 신수동에 있는 공립 초등학교로, 1964년 3월 10일에 개교하였다.
'신석'이라는 교명(校名)은 학교가 위치한 동네인 신수동의 옛 명칭 신석동(新石洞)에서 유래했다.

## 학교 연혁
- 1964년 3월 10일 서울신석국민학교 개교(24학급 편성)
- 1964년 4월 20일 초대 조훈 교장 취임
- 1967년 2월 7일 제1회 졸업식
- 1983년 9월 10일 염리국민학교 분리(18학급)
- 1996년 3월 1일 서울신석초등학교로 개칭
- 2001년 10월 31일 체육관 개관식 및 종합학예발표회
- 2001년 11월 5일 수영장 개관식
- 2004년 10월 10일 가사실 개관
- 2004년 12월 27일 도서실, 전자도서관 개관
- 2008년 6월 30일 금화프로젝트 BTL 개축임대형 민자사업 착공
- 2011년 1월 27일 BTL 개축 공사 준공 완료
- 2011년 9월 1일 제19대 최인숙 교장 취임
- 2012년 9월 1일 보건실 개선사업 완료
- 2014년 3월 1일 제20대 정선숙 교장 취임
- 2014년 9월 1일 운동장 놀이시설 설치
- 2017년 9월 1일 제21대 김명수 교장 취임
- 2018년 2월 13일 제52회 졸업식(138명)
- 2020년 3월 4일 수영장 대보수 공사 완료
- 2024년 3월 10일 개교 60주년

## 참고 자료
- 서울신석초등학교 - 한국교육학술정보원 학교알리미